# Arnaud Montebourg
Pour les articles homonymes, voir Montebourg.
Arnaud Montebourg , né le 30 octobre 1962 à Clamecy (Nièvre), est un avocat, entrepreneur et homme politique français.
Il adhère au Parti socialiste en 1985. Il est député à l'Assemblée nationale, élu dans la sixième circonscription de Saône-et-Loire, de 1997 à 2012. Il est également président du conseil général de Saône-et-Loire de 2008 à 2012. À partir du congrès de Reims de 2008, il est secrétaire national du Parti socialiste chargé de la rénovation.
Arrivé en troisième position du premier tour de la primaire citoyenne de 2011, il est nommé, l'année suivante, ministre du Redressement productif dans les gouvernements Ayrault. Il devient ministre de l'Économie, du Redressement productif et du Numérique dans le premier gouvernement Valls, en avril 2014 ; critique envers l'action du gouvernement, il quitte ses fonctions en août suivant lors de la formation du second gouvernement Valls. Il est candidat à la primaire citoyenne de 2017, où il termine troisième au premier tour.
À partir de 2017, retiré de la vie politique, il crée plusieurs entreprises dans le domaine de l'agro-alimentaire. Il annonce en 2021 sa candidature à l'élection présidentielle de 2022, avant de se retirer trois mois avant le scrutin.

## Biographie

### Enfance, études et famille
Arnaud Montebourg est le fils de Michel Montebourg, né en 1933 dans la région d'Autun, inspecteur des impôts, politiquement proche du poujadisme, et de Leïla Ould Cadi, née à Oran en 1939, universitaire, professeure d'espagnol et essayiste, issue par son père, Khermiche Ould Cadi, d'une famille de walis d'Algérie et par sa mère d'une famille normande. Son aïeul Ahmed Ould Cadi, agha de Frendah (Oran), qui combattit la Régence d'Alger aux côtés de l'armée française lors de la conquête de l'Algérie, fut fait chevalier de la Légion d'honneur en 1842, officier en 1852, commandeur en 1860 puis grand officier dans cet ordre en 1867,. Son grand-père Khermiche Ould Cadi combattit dans l'armée française durant la Seconde Guerre mondiale.
Habitant de Fixin (Côte-d'Or), Arnaud Montebourg étudie au collège Marcelle-Pardé à Dijon, puis au lycée Stéphen-Liégeard à Brochon (Côte-d'Or) avant d'étudier le droit en 1980 à l'université de Dijon. C'est à cette époque qu'il milite au sein de l'Union nationale des étudiants de France et adhère au Parti socialiste. Il poursuit ses études à l'université Paris 1 Panthéon-Sorbonne, où il obtient sa licence de droit, puis entre à l'Institut d'études politiques de Paris (section Service public, promotion 1985) ; il y tente le concours d'entrée de l'ENA, auquel il échoue. Un peu avant son service national, il adhère au club fabiusien « Espace 89 », animé par Thierry Mandon,. Pendant ses études, comme Laurent Fabius en son temps, il est membre de la Conférence Olivaint,.
Arnaud Montebourg fait son service militaire au sein de la classe 85/12 du 120e régiment du train à Fontainebleau, de décembre 1985 à décembre 1986. Ce régiment était réputé pour être un vivier de recrutement pour le ministère en main-d'œuvre diplômée et gratuite. En effet, au bout de deux mois, Montebourg est affecté à un standard téléphonique du 19e arrondissement de Paris, puis est employé dans un ministère pour rédiger les discours de remise de médailles et autres cérémonies d'un ministre,.
En 1988, il gagne le premier prix, 300 000 francs, du concours « Seriez-vous Obs » organisé par l'hebdomadaire Le Nouvel Observateur, qui lui consacre, alors qu'il n'est qu'un jeune avocat peu connu, une demi-page avec photographie.
Il crée l'association TV-Carton jaune en 1992, qui se destine à défendre le principe d'une information honnête et exacte, et qui attaque, sans succès (son droit à agir est écarté) la chaîne TF1 pour une interview truquée entre le présentateur Patrick Poivre d'Arvor et Fidel Castro.
Arnaud Montebourg a épousé le 31 mai 1997, la veille du second tour des élections législatives qui le virent devenir député, en l'abbaye cistercienne de Valmagne, Hortense de Labriffe, née en 1968, fille du comte Antoine de Labriffe et de la comtesse, née Anne de Lacretelle. Elle a été collaboratrice d'Édouard Balladur et de Philippe Douste-Blazy. Elle est aujourd'hui déléguée générale de l'association des producteurs indépendants du cinéma français et secrétaire générale d'Uniciné. Ils ont deux enfants : Paul, né en 2000, et Adèle, née en 2002. Le couple se sépare en 2010,.
Au début de 2010, la presse people révèle sa relation avec la journaliste Audrey Pulvar. La fin de leur relation est annoncée le 18 novembre 2012. Fin 2013, la presse people titre sur sa liaison avec l'actrice Elsa Zylberstein. En septembre 2014, vingt jours après son départ du gouvernement Valls I, Paris Match dévoile une relation entre Arnaud Montebourg et la ministre Aurélie Filippetti, celui-ci attaque en justice Paris Match pour atteinte à la vie privée. L'ancienne ministre de la Culture donne naissance en septembre 2015 à leur fille, Jeanne. Le couple se sépare début 2017.
Dans un entretien publié par La Vie en 2016, Arnaud Montebourg déclare être agnostique : « J'ai cherché pendant presque 50 ans l'existence de Dieu. Je ne l'ai pas trouvée. Je suis dans la catégorie des êtres humains que je qualifierais d'agnostique, sensible au mystère mais incapable de le résoudre. » Il officialise en 2019 sa relation avec Amina Walter, d'origine marocaine, diplômée en économie et en langues, avec qui il se marie le 2 octobre 2021.

### Carrière d'avocat
Arnaud Montebourg commence sa carrière professionnelle auprès de Thierry Lévy en 1990, comme avocat à la cour d'appel de Paris. En 1992, il devient premier secrétaire de la conférence du stage des avocats de Paris.
Il plaide dans plusieurs affaires médiatiques : l'affaire du Carrefour du développement (1992), le procès de Christian Didier, assassin de René Bousquet (1995), ou encore pour la demande d'indemnisation de Christine Villemin (1995). Il assiste en 1995 l'association de défense des contribuables parisiens pour une affaire de favoritisme, et la même année il défend au Maroc des Français accusés de l'attentat de 1994 à l'hôtel Asni à Marrakech.

### Entrepreneur
En 2015, Arnaud Montebourg créé une société, Les Équipes du Made in France, dont l'objectif est de construire des entreprises made in France dans l’agriculture et l’industrie. En 2023, Les Équipes du Made in France s'associe avec Otium Capital de l’homme d’affaires proche de l'extrême-droite Pierre-Édouard Stérin, pour créer Utenda Capital, un fonds souverain privé pour l’agriculture et l’industrie. De cette association naissent plusieurs entités, dont l'équimentier nucléaire Alfeor,. Deux premières acquistions d'Alfeor sont annoncées en mai 2024,.
Début 2018, Arnaud Montebourg se lance dans la production de miel, avec la création de la marque Bleu Blanc Ruche. Il vend ses premiers pots de miel en septembre 2018 via la plateforme de financement participatif Ulule. Il crée en parallèle de cette marque une École des hautes études apicoles.
Ses propos inquiètent quelques spécialistes qui pensent que son projet pourrait aggraver le déclin de la biodiversité. Bertrand Schatz, directeur du groupement Pollinéco, explique : « Mettre plus de ruches, c’est aussi augmenter la concurrence entre les abeilles domestiques et les abeilles sauvages, ainsi que les autres pollinisateurs. » Augmenter le nombre de ruches est également susceptible de favoriser la propagation de la maladie, comme souligné dans un article paru dans Science en janvier 2018.
En 2018, Arnaud Montebourg fonde avec François Moulias la « Compagnie des amandes », qui vise à produire des amandes « éco-responsables et agroécologiques » à partir de 2023. Il s'associe en 2020 avec des éleveurs laitiers français et lance la marque « La Mémère », spécialisée dans la fabrication et la vente de glaces fermières bio.
En partenariat avec les sociétés Systra, Stellantis et Alstom, il porte un projet d'innovation technologique dénommé « Ferromobile » qui permet à un véhicule électrique de circuler aussi bien sur route que de façon autonome sur rail.
Au cours du lancement de ces différentes entreprises, Arnaud Montebourg annonce avoir investi « toutes ses économies », soit 200 000 euros.

## Parcours politique

### Premier mandat de député

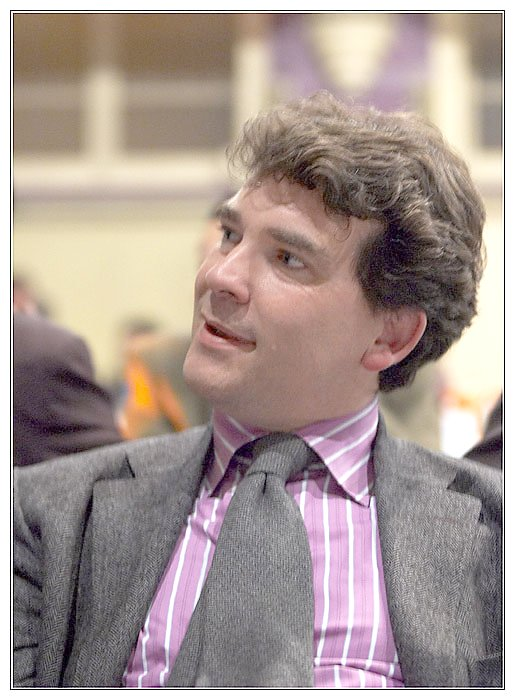
Arnaud Montebourg le 21 avril 2005.

Arnaud Montebourg milite au Parti socialiste à partir de 1985.
Le 1er juin 1997, après avoir fait campagne notamment sur le protectionnisme, il est élu député de Saône-et-Loire pour le groupe socialiste. Son premier mandat est marqué par une volonté de rupture avec les pratiques de son prédécesseur et par une lutte appuyée contre les accords aux élections régionales entre la droite et l'extrême droite. Avec Vincent Peillon, dont il est alors proche, il anime plusieurs commissions d’enquête (sur les tribunaux de commerce ou les paradis fiscaux).
Farouche opposant à l'immunité du président de la République (en particulier vis-à-vis des affaires de malversation, affaire des emplois fictifs de la mairie de Paris, financement occulte du RPR, affaire des marchés publics d'Île-de-France, affaire des HLM de Paris, etc.), il propose en 2001 une résolution du Parlement tendant au renvoi de Jacques Chirac, président de la République, devant la commission d'instruction de la Haute Cour de Justice, commission qui ne fut pas formée, entre autres après le refus du Premier ministre d'alors, Lionel Jospin.
Il a été rapporteur de la commission d'enquête sur les tribunaux de commerce présidée par François Colcombet, député de l'Allier, et rapporteur de la mission anti-blanchiment de l'Assemblée nationale qui enquêta contre les paradis fiscaux en Europe, présidée par Vincent Peillon.
Réélu député en 2002 (face à Francis Szpiner), il a été vice-président de la commission des lois pendant cinq ans.
En 2002 et 2003, il cofonde, avec Vincent Peillon, Julien Dray et Benoît Hamon, le courant Nouveau Parti socialiste, qui recueille 17 % des voix au congrès de Dijon du PS. À l'occasion de ce congrès, il est élu premier secrétaire fédéral de la fédération PS de Saône-et-Loire.

### Ascension au sein du Parti socialiste
Pendant la campagne du référendum sur le « projet de traité établissant une Constitution pour l'Europe », qui a lieu en 2004-2005 le vote sur le référendum étant prévu au printemps 2005, pourtant partisan du « non », il ne prend pas part à la campagne, contrairement à la plupart des autres dirigeants socialistes tenants de cette position (Laurent Fabius, Jean-Luc Mélenchon, Henri Emmanuelli), car il souhaite marquer son respect du résultat du référendum interne du Parti socialiste.
Au sein du NPS, les tensions s'exacerbent entre lui et Vincent Peillon, dont il ne supporte plus le ton professoral, alors qu'en retour Peillon le juge peu impliqué dans la vie du courant. Lors du Congrès du Mans le 20 novembre 2005, Montebourg refuse la synthèse générale, car, selon lui, elle était effectuée « à vil prix », et, en outre, elle ne comportait pas l'idée de VIe République, qui lui est chère. En désaccord sur le fond avec ses anciens camarades du NPS, notamment Vincent Peillon et Henri Emmanuelli, il estime que le NPS est mort. Le 10 décembre 2005, Arnaud Montebourg et ses amis créent en présence de quelque deux cents personnes, dont près d'une centaine de correspondants du nouveau mouvement, un courant d'idées au sein du PS nommé Rénover maintenant.
Fin février 2006, il est la seule personnalité du Parti socialiste avec Laurent Fabius à réclamer clairement l'exclusion de Georges Frêche après les propos de ce dernier qualifiant des harkis de « sous-hommes ». De plus, il relie les dérives de M. Frêche à ce qu'il considère comme les effets pervers de la Ve République (aucun contre-pouvoir, barons locaux depuis des décennies). En 2009, il appelle à constituer une liste dissidente, en dénonçant le comportement de Frêche et le traite d'« OAS de la gauche ».

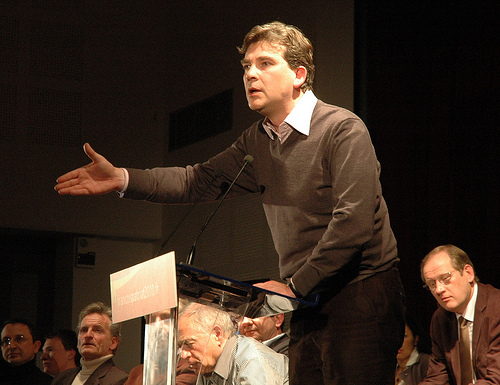
Arnaud Montebourg en 2010.

Tirant les leçons du NPS, il se jure de ne plus être minoritaire et rallie successivement les diverses majorités. S'étant abstenu lors de l'adoption en bureau national du projet des socialistes pour 2007, il renonce, le 13 juillet 2006, à présenter sa candidature à l'investiture socialiste pour la candidature à l'élection présidentielle de 2007, faute d'obtenir les 30 signatures nécessaires de membres du conseil national du PS et s'impose comme un des premiers soutiens de Ségolène Royal.
Pour le congrès de Reims, en novembre 2008, il fait contribution commune avec Pierre Moscovici et Jean-Christophe Cambadélis sur la base du refus de la présidentialisation du parti et fusionne son courant Rénover maintenant avec Socialisme et démocratie. Lors du dépôt des motions, le 23 septembre, il apporte son soutien à Martine Aubry au côté de Jean-Christophe Cambadélis, pendant que Pierre Moscovici choisit de soutenir la motion de Bertrand Delanoë.
Le 14 décembre, il assure dans une déclaration au quotidien Le Monde avoir « payé au Parti socialiste très exactement 52 415,40 euros entre 2007 et 2012 » (1 091 euros par mois pendant 48 mois), soit « plus de 10 % de mes indemnités, comme c’est la loi au Parti socialiste », en démenti aux accusations « exclusives » du Huffington Post citant « une source proche du dossier » selon qui Montebourg n'a versé à sa fédération « que 45 euros par an entre 2007 et 2012 », puis 200 euros en 2015. Le quotidien L'Opinion affirme le même jour que Montebourg aurait, par ailleurs, aussi « négligé de s’acquitter de sa cotisation mensuelle auprès du groupe socialiste à l’Assemblée nationale entre 2007 et 2012 », en citant cette fois Christian Bataille, trésorier du groupe parlementaire et soutien de Manuel Valls. Le même article précise que pour le Parti socialiste, cela concerne « le groupe et non le parti ». Jérôme Durain, premier secrétaire de la fédération PS de Saône-et-Loire de 2005 à 2015, interrogé quelques heures plus tard par l'AFP, répond qu'il n'existe « aucune ardoise » au nom d’Arnaud Montebourg, qui a « toujours payé rubis sur l’ongle ».
Le 21 décembre 2016, de nouveaux documents publiés par L'Opinion attestent qu'Arnaud Montebourg est bien redevable de près de 50 000 euros au groupe PS à l'Assemblée nationale. Mais selon le quotidien économique, le candidat à la primaire refuse de les payer - et cela ne devrait pas l’empêcher d’être candidat aux primaires de la gauche, prévues en janvier 2017. Il quitte le Parti socialiste (PS) en 2018.

### Porte-parole de Ségolène Royal pour l'élection présidentielle de 2007
Le 24 juillet 2006, il apporte officiellement son soutien à la candidature de Ségolène Royal à l'investiture du Parti socialiste pour la présidentielle de 2007. Celle-ci le désigne comme porte-parole pour sa campagne alors qu'il s'agit, selon Raphaëlle Bacqué et Ariane Chemin, de « l'un des plus vifs adversaires du premier secrétaire » François Hollande.
Le 2 janvier 2007, Arnaud Montebourg fait paraître dans le journal Libération, avec l'approbation de Ségolène Royal, un article sur l'installation de Johnny Hallyday à Gstaad et, plus largement, sur le statut supposé de paradis fiscal de la Suisse et de certains pays de l'Union européenne. Le porte-parole de la candidate se refuse ensuite à tout commentaire à la presse suisse (notamment La Liberté), mais donne une interview en podcast sur Betapolitique, où il réaffirme sa position et la radicalise. L'attaque génère une forte émotion en Suisse et dans les pays incriminés, notamment au Luxembourg qui, par la voix de Luc Frieden, réaffirme sa politique bancaire et sa solidarité avec la Suisse. Le 4 janvier 2007, Micheline Calmy-Rey, présidente de la Confédération suisse, rappelle l'apport de la Suisse à la France et exige qu'on fasse preuve de respect pour sa souveraineté et son mode de taxation des résidents. L'affaire est, certes, comprise dans son contexte électoral, mais prend une résonance particulière si elle est mise en perspective avec les débats intervenant entre la Suisse et l'Union européenne au sujet des accords bilatéraux (fiscalité).
Le 18 janvier 2007, il présente sa démission de la fonction de porte-parole de Ségolène Royal, après avoir lancé une plaisanterie sur François Hollande (« Ségolène Royal n'a qu'un seul défaut. C'est son compagnon. ») mal perçue par Ségolène Royal. Royal préfère le suspendre symboliquement de sa fonction pendant un mois.

### Député et président du conseil général de Saône-et-Loire

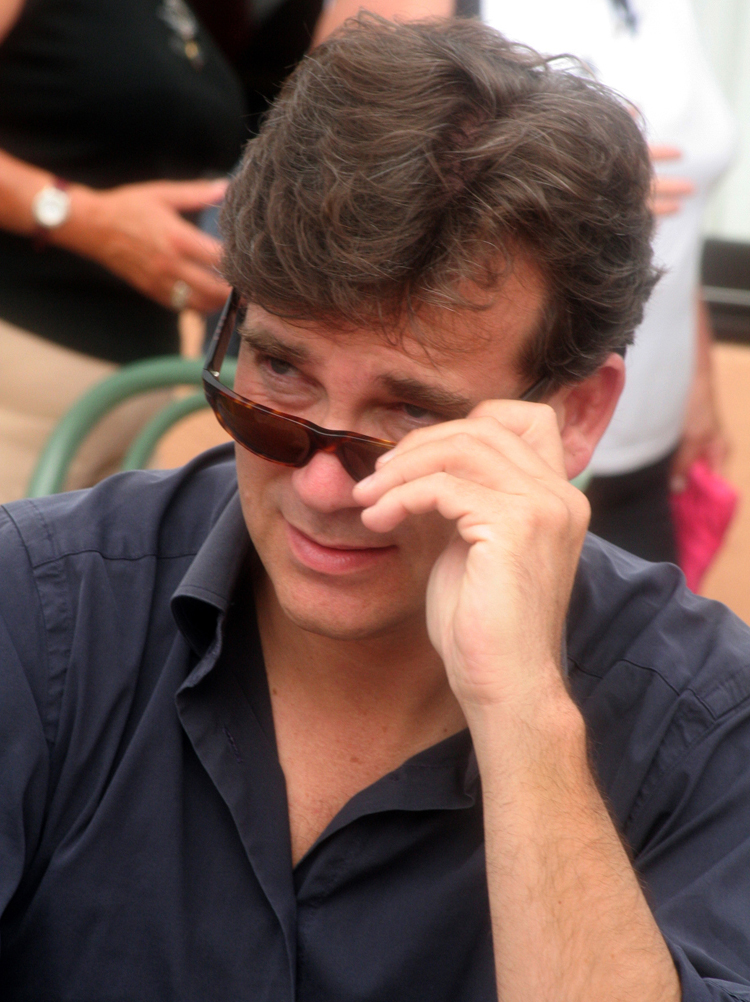
Arnaud Montebourg, après sa réélection de député de la 6e circonscription de Saône-et-Loire en 2007.

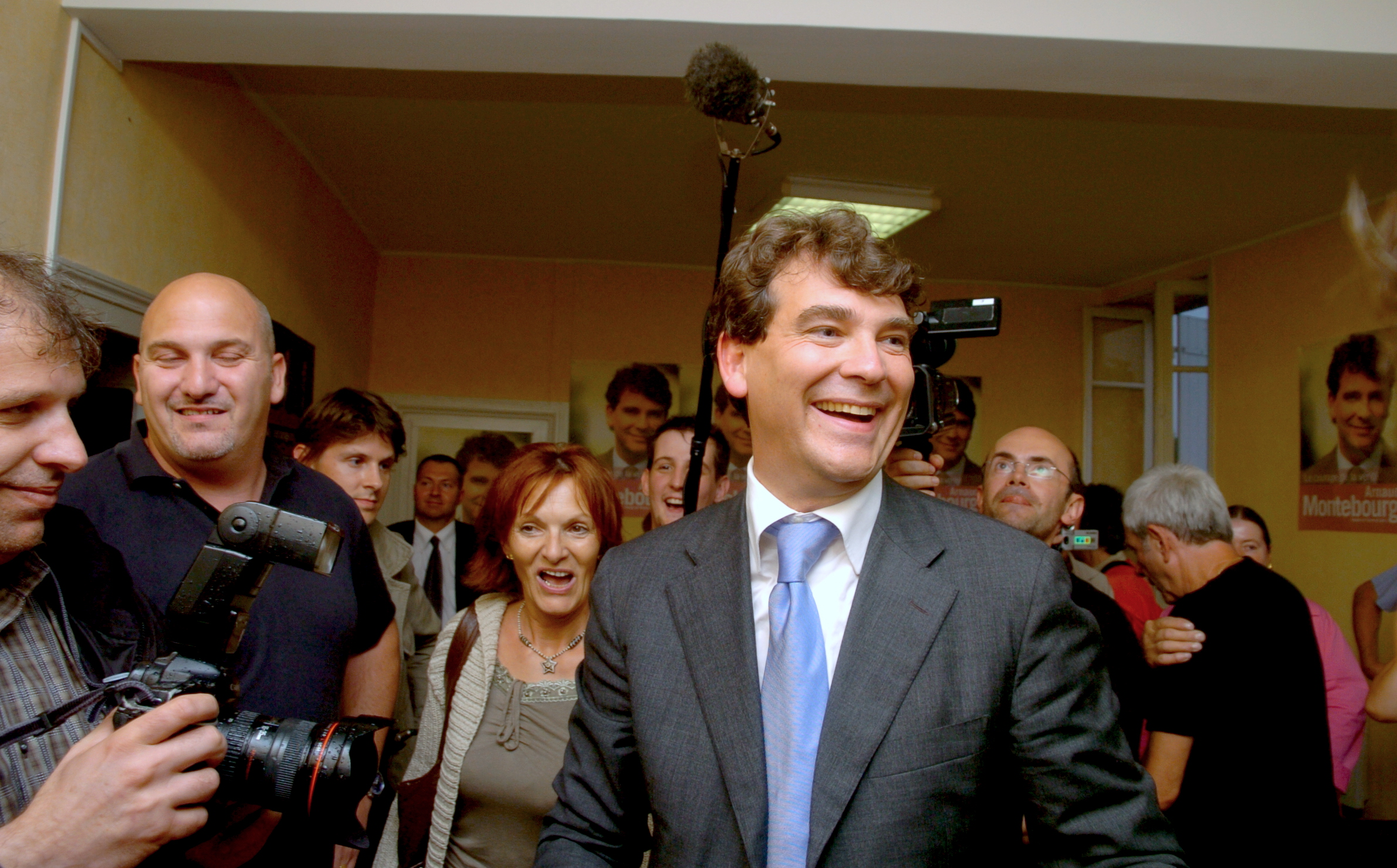
Arnaud Montebourg fête sa victoire aux élections législatives, le 17 juin 2007 à Mervans.

Il se retrouve en difficulté à l'issue du premier tour des législatives de 2007, rassemblant 41,37 % des voix contre 43,95 % pour l'ancien agent de la DGSE Arnaud Danjean. Lors d'une campagne mouvementée, il qualifie son adversaire de « barbouze en goguette » pendant un meeting à Saint-Rémy en présence de Ségolène Royal. Il réussit à remporter un troisième mandat d'une courte majorité (50,34 % des suffrages) dans une circonscription plutôt portée à droite avant sa première élection et qui a voté à 53,87 % en faveur de Nicolas Sarkozy à l'élection présidentielle. Le soir de sa réélection, il fait cette déclaration : « Rien ne sera plus jamais comme avant au Parti socialiste ! Fini le temps des éléphants révolus et place aux jeunes lions ! ». Il confirme ainsi sa volonté d'apparaître comme leader du pôle des rénovateurs du Parti socialiste.
Le 27 juin 2007, il est nommé par Jean-Marc Ayrault premier vice-président du groupe socialiste, radical, citoyen et divers gauche (SRC) de l'Assemblée nationale, chargé de la commission « prospective », directement chargé de répondre à Éric Besson, secrétaire d'État chargé de cette question. En juillet 2008, il est de nouveau candidat au poste de président de groupe.
S'opposant au projet de réforme de la carte judiciaire, il met en difficulté la ministre de la Justice, Rachida Dati, lors des séances de questions au gouvernement de l'Assemblée nationale, allant même jusqu'à la qualifier d'« aussi stupide que sa réforme » et « d'incompétente ». Virulent, il accuse Bernard Kouchner de ne jouer qu'un « tout petit rôle de figurant ».
Partisan et praticien pendant onze ans du mandat unique, il décide fin 2007, après avoir consulté sur son blog ses administrés, de se présenter à l'élection cantonale de 2008 dans le canton de Montret, et ainsi de céder à la pratique du cumul des fonctions de député et de conseiller général.
Il est élu conseiller général le 9 mars 2008 au premier tour, avec 54,59 % de suffrages exprimés, puis président du conseil général de Saône-et-Loire. Comme il l'avait annoncé et comme l'a souhaité François Hollande vis-à-vis de tous les ministres en matière de non-cumul des mandats, il quitte ses fonctions de président du Conseil général en 2012 lorsqu'il est nommé ministre, pour redevenir simple conseiller général du canton de Montret.

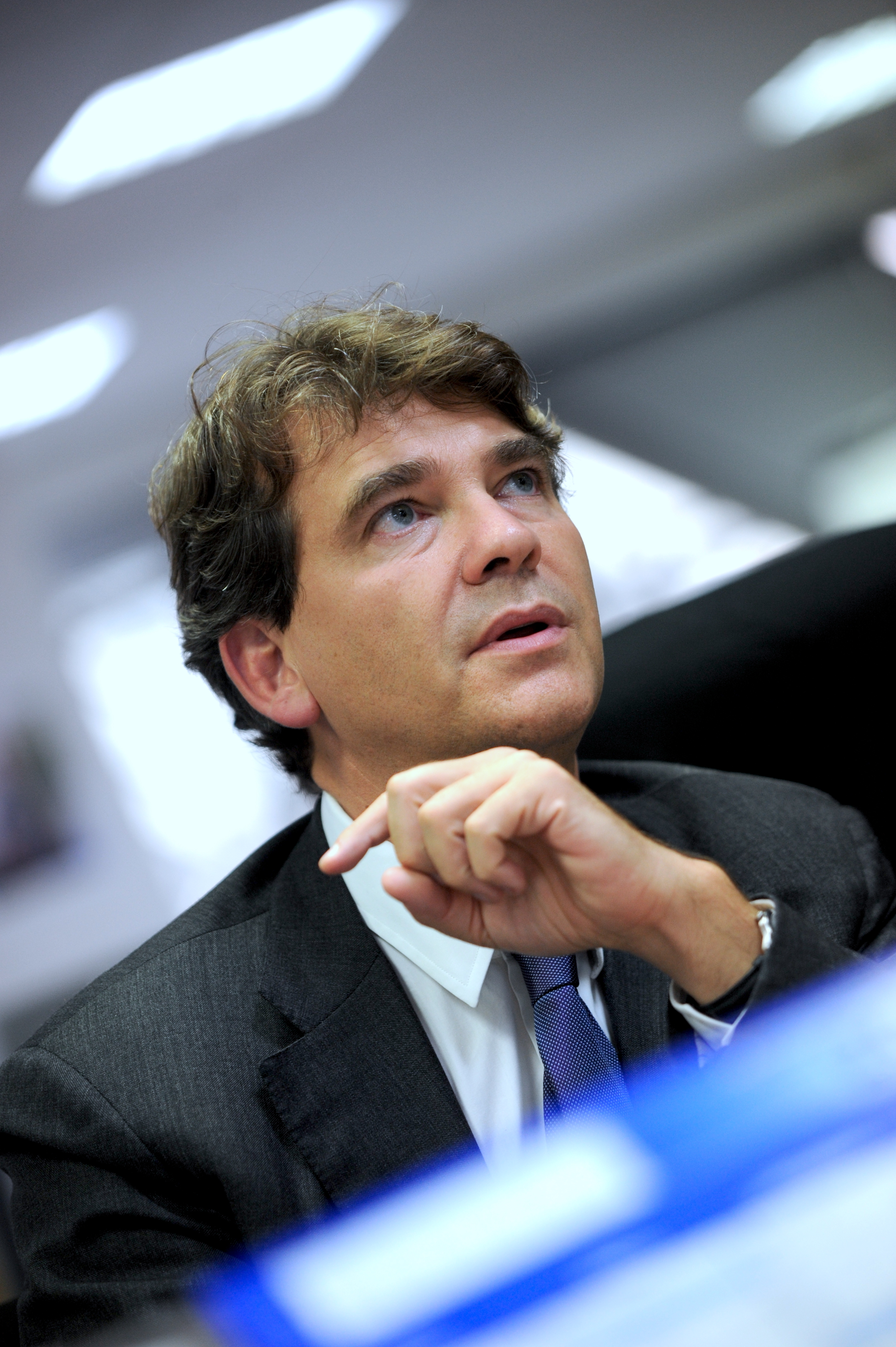
Arnaud Montebourg, le 07 octobre 2009 à Paris.

Jusqu'alors parmi les députés les plus actifs et présents à l'Assemblée nationale, Arnaud Montebourg est moins présent à partir de la mise en œuvre de la réforme institutionnelle de 2008, puis après sa déclaration de candidature à la primaire de 2011. Il n’a ainsi, à compter d'octobre 2010, assisté à aucune des 29 réunions du mercredi de la Commission des lois, et il écope d'une sanction financière (retenue sur les indemnités), et devient l'un des députés les moins actifs de l'Assemblée en 2011,. Il reconnaît ses absences, les justifiant par sa campagne à la primaire et par la réduction du poids politique du Parlement.
Il décide de quitter l’Assemblée nationale en 2012 au motif du non-cumul des mandats. Il soutient la candidature de Cécile Untermaier pour lui succéder comme députée.

### Candidature à la primaire citoyenne de 2011

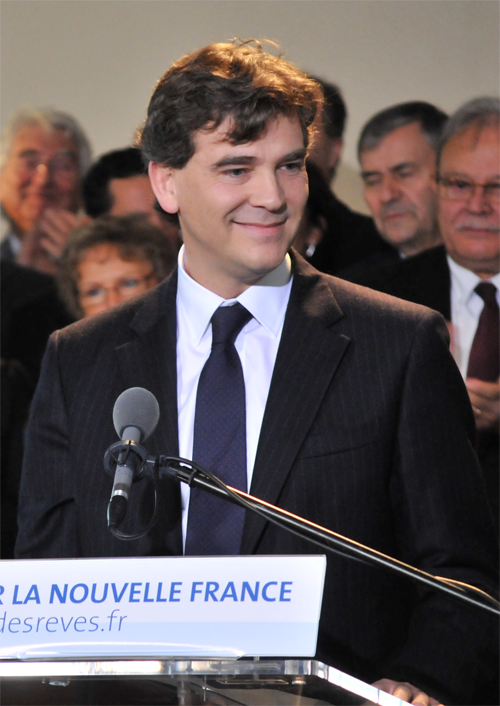
Arnaud Montebourg lors de sa déclaration de candidature à la primaire présidentielle socialiste de 2011, le 20 novembre 2010 à la Fête de la rose de Frangy-en-Bresse.

Le 20 novembre 2010, dans son fief électoral de Frangy-en-Bresse, en Saône-et-Loire, il déclare être candidat aux primaires citoyennes pour l'investiture à l'élection présidentielle de 2012.
Au printemps 2011, il publie l’essai Votez pour la démondialisation !, qui développe ses propositions portant sur la démondialisation.

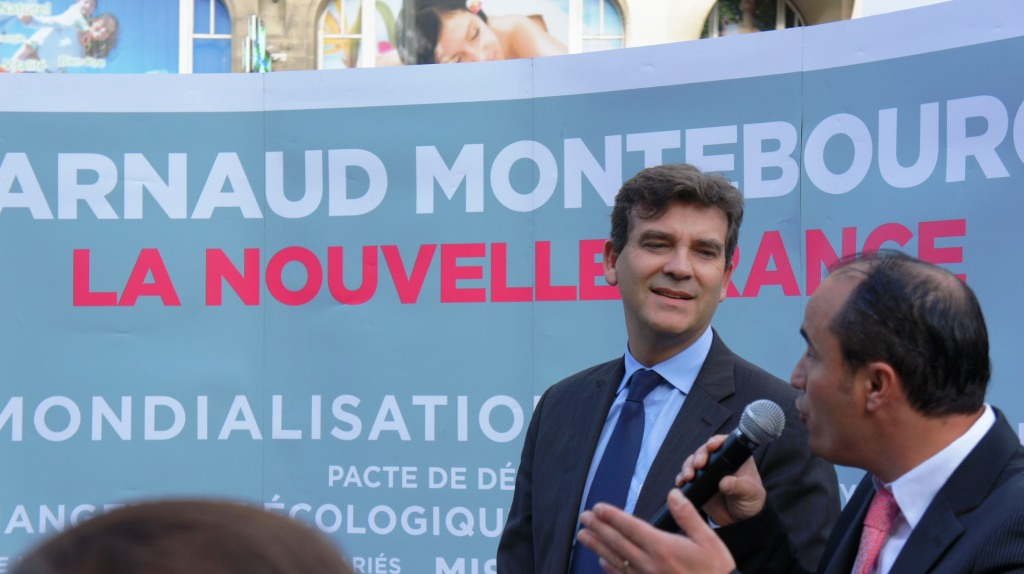
Prise de parole en place publique pour la campagne présidentielle de 2012 à Reims.

Au soir du premier tour, le 9 octobre 2011, avec 17,19 % des voix, il crée la surprise en arrivant en troisième position, derrière François Hollande et Martine Aubry, devançant même Ségolène Royal, contrairement à ce que prévoyaient les sondages. Certains le considèrent comme l'arbitre du second tour. Il écrit une lettre ouverte à Martine Aubry et François Hollande pour permettre à ses partisans de choisir le candidat dont les idées sont les plus similaires aux siennes. Deux jours avant le second tour, il déclare finalement qu'il votera pour François Hollande sans donner de consigne de vote ; après avoir expliqué qu'il aurait voté pour Martine Aubry si « elle avait été en tête », il effectue une visite à Ris-Orangis en compagnie de François Hollande.
En 2016, il indique que son soutien à François Hollande était une « erreur ».

### Ministre du Redressement productif puis de l'Économie, du Redressement productif et du Numérique
François Hollande élu président, un nouveau gouvernement est constitué le 16 mai 2012 autour du Premier ministre Jean-Marc Ayrault. Le communiqué officiel ne fait plus mention de l'Industrie pour désigner le ministère placé sous la direction d'Arnaud Montebourg, mais utilise l'expression « ministère du Redressement productif ». L'économie, les finances et le commerce extérieur, de même que l'énergie, font l'objet de ministères indépendants. Le ministre du Redressement productif est assisté par la ministre déléguée Fleur Pellerin, chargée des petites et moyennes entreprises, de l'innovation et de l’économie numérique. Il soutient le pacte budgétaire européen (dit TSCG).
Lors du débat sur l'avenir de la sidérurgie lorraine, il souhaite nationaliser temporairement le site Arcelor Mittal de Florange, sur le modèle de ce qu'ont réalisé les États-Unis en 2009 lors de la nationalisation de General Motors pour se prémunir contre l'endettement gigantesque d’ArcelorMittal. Face à la réticence de Jean-Marc Ayrault, il menace de démissionner sans parvenir à obtenir l'accord de François Hollande.
Quelques mois après avoir twitté à propos du lancement de Free mobile, le 10 janvier 2012, « Xavier Niel vient de faire avec son nouveau forfait illimité plus pour le pouvoir d'achat des Français que Nicolas Sarkozy en 5 ans », il oppose intérêt du consommateur et emploi, reprenant ainsi les éléments de langage des opérateurs Orange, SFR et Bouygues et accusant l'Arcep de conduire le marché des télécoms à son autodestruction. D'après le journaliste Emmanuel Berretta, ces prises de positions lui auraient valu un reportage particulièrement élogieux dans le journal télévisé de TF1, filiale du groupe Bouygues.

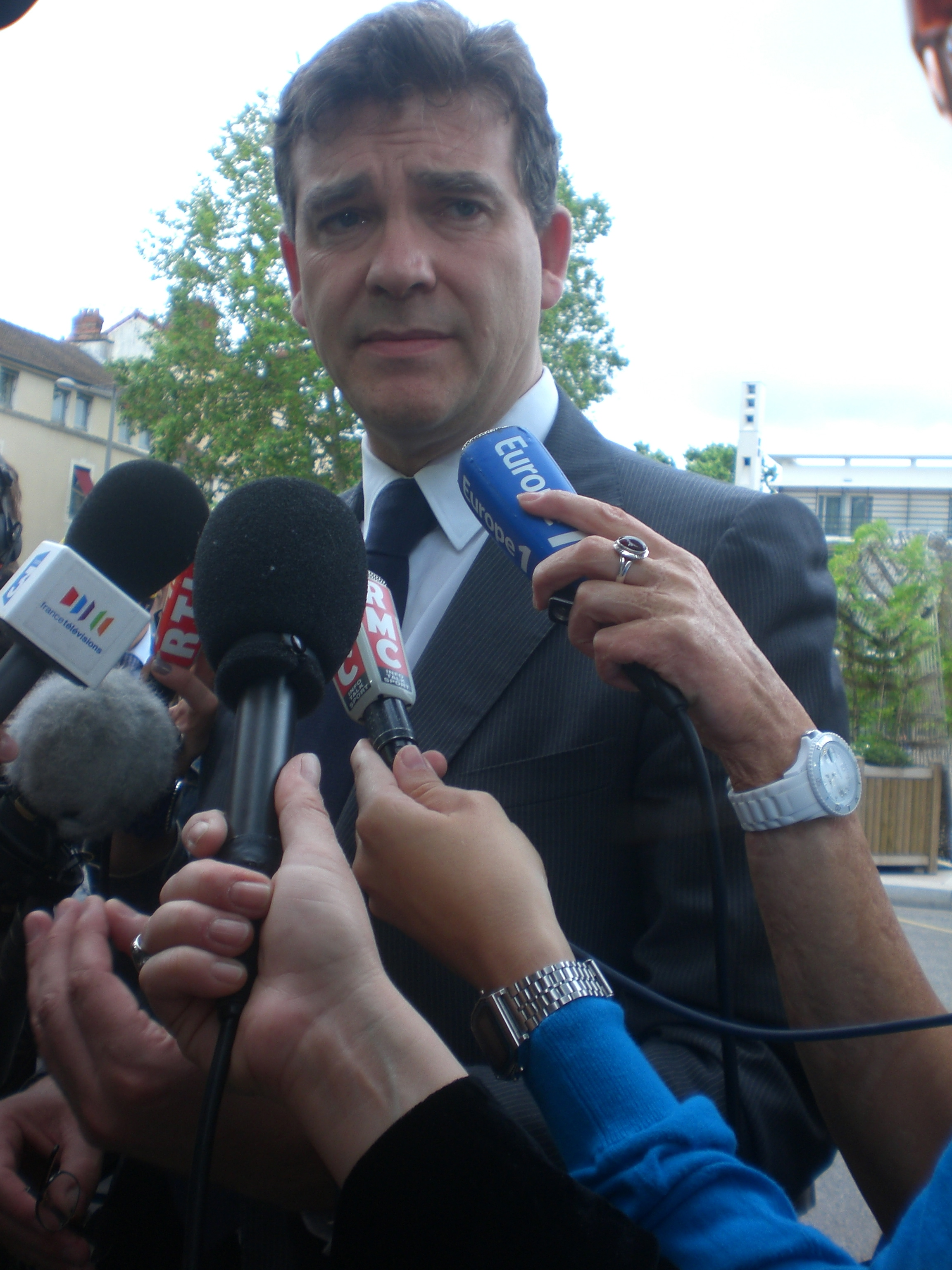
Arnaud Montebourg en juin 2012.

Soutenant le rapport Gallois en novembre 2012, il rompt avec son image de représentant de la gauche du PS : selon son proche Paul Alliès, « Il y a une confusion qui traîne : les batailles menées à l’intérieur du PS, primaire incluse, le placent à la gauche du parti. Entre Benoît Hamon et lui, ce serait du pareil au même… Or, de la VIe République à la réindustrialisation et la démondialisation, Montebourg est sur un créneau moderniste, avec quelques classiques républicains, mais pas sur le périmètre habituel de la gauche du PS (…) À la gauche du PS, on prône le primat du social sur l’économie. Arnaud fait l’inverse : pour lui, le social passe par l’économie ».
Après avoir prôné la démondialisation lors des primaires socialistes, le ministre cherche à relancer la production nationale par un discours volontariste sur la nécessité de consommer du « made in France » et sur les réussites innovantes françaises. Mi-septembre 2013, il présente avec François Hollande les 34 « plans » industriels d'avenir sur lesquels son ministère travaille depuis un an ; cette posture de « reconquête industrielle » se substituant à son rôle de « pompier » et de frondeur à l'égard des chefs d'entreprise. Il se rapproche simultanément des milieux d'affaires et consulte régulièrement plusieurs figures patronales comme Jean-Louis Beffa, Henri Lachmann ou encore Martin Bouygues.
Début 2013, il définit son action au ministère du Redressement productif comme une synthèse entre « l'offre » et la « demande », mais il tire en 2016 un constat d'échec sur la ligne suivie par le gouvernement : il déclare penser « sincèrement avoir commis une erreur » en soutenant François Hollande à la primaire et en participant au gouvernement.
En juillet 2013, il lance le logiciel baptisé « Colbert 2.0 », destiné à permettre aux PME d'évaluer l'intérêt qu'elles auraient à relocaliser leur production en France. Il indique alors : « Nous voulons faire un modèle industriel de tendance colbertiste, où la puissance publique a un rôle dans l'économie et intervient. Comme Colbert, un grand ministre de Louis XIV. C'est ça ce que nous voulons faire. »
Frustré d'être limité dans son action par le premier ministre Jean-Marc Ayrault, il se rapproche de Manuel Valls, ministre de l'intérieur, et de Benoît Hamon, ministre délégué à l'économie sociale et solidaire. Tous trois affichent leur complicité le 8 mai 2013 sur les Champs-Élysées en marge de la commémoration de la victoire de 1945. Fin août, Montebourg déclare ne pas souhaiter se présenter à un nouveau scrutin une fois sa fonction de ministre achevée, si ce n'est l'élection présidentielle. Le trio est appuyé au cabinet du président de la République par Aquilino Morelle dans une alliance qui se formalise en novembre et aboutit après le revers des socialistes aux élections municipales de mars 2014 au remplacement d'Ayrault par Valls à Matignon. Si Montebourg voit ses attributions s'étendre à l'économie, ses critiques persistantes sur la politique suivie le mettent en porte-à faux avec la politique choisie par François Hollande.
Il change plusieurs fois de position sur les gaz de schiste. Dénonçant en 2011 « une fausse bonne idée », il vote une proposition de loi du PS s'y opposant et fait campagne sur ce thème lors de la primaire citoyenne de 2011. Au Gouvernement, il devient un des soutiens les plus engagés pour leur exploitation en France, comme le confirme un rapport au gouvernement publié en avril 2015. Sa proposition de juillet 2013 de créer une compagnie publique chargée de leur exploitation lui vaut un recadrage par le Premier ministre et le Président de la République. Puis en septembre 2016, il tire argument de la baisse des cours du pétrole pour se déclarer opposé à leur exploitation qui serait une « technologie polluante » : « Aujourd'hui même la recherche qui aurait pu faire évoluer les technologies d'exploitation des gaz, il n'y a plus d'argent pour [la] financer et donc faire évoluer ces technologies. Donc j'y suis opposé ».
Il indique avoir rencontré François Hollande à la veille du second tour des élections municipales de 2014 pour lui indiquer qu'il ne participerait plus « à un gouvernement Ayrault » et lui demander « la réorientation de la stratégie macroéconomique de la France » : d'après Christian Salmon, « c’est la première fois sous la Ve République qu’un ministre fait pression sur le président de la République pour lui imposer le choix de son Premier ministre »,.
Avec la formation du gouvernement Manuel Valls, son portefeuille s'élargit à l'Économie, au Redressement productif et au Numérique. Il « bloque [alors] toute nomination des anciens cadres » du cabinet de Pierre Moscovici.
Après sa nomination, il intervient dans les négociations entre General Electric (GE) et Alstom qui visent à l'intégration partielle ou totale du groupe français dans le groupe américain. Il énonce la vision de créer un « Airbus de l'énergie » au plan européen sans participation du groupe américain (qu'il compare à Boeing) et prend la démarche d'inviter directement le principal concurrent de GE, le groupe allemand Siemens, à faire une contre-offre. En outre, il prend l'initiative de coordonner un soutien politique franco-allemand pour Siemens en contactant son homologue allemand, Sigmar Gabriel. Il n'hésite pas accuser publiquement le PDG d'Alstom, Patrick Kron d'être un menteur pour avoir commencé les négociations avec GE sans avoir consulté le gouvernement d'avance,. Cette ingérence dans une transaction de deux entreprises privées a provoqué des critiques, accusée de « colbertisme » dans la presse internationale. Plusieurs analystes financiers et sources syndicales affirment qu'une fusion avec Siemens serait moins avantageuse pour Alstom et ses employés à cause du plus grand chevauchement des activités,,. L'alternative Siemens échoue, permettant la prise de contrôle par GE, mais Arnaud Montebourg fait entrer l'État au capital d'Alstom grâce à un accord pour le rachat des actions Bouygues. Contrairement aux promesses d'Arnaud Montebourg, assurant que le secteur nucléaire resterait sous contrôle français, le protocole d'accord approuvé par Emmanuel Macron en novembre et voté par l'assemblée générale, place sous la coupe du groupe américain les turbines produites par Alstom et de cette manière la maintenance des centrales françaises.
Mi-mai 2014, dans le cadre de ce dossier, Arnaud Montebourg participe à la publication d'un décret qui élargit le droit de veto de l'État sur les investissements étrangers en France dans les secteurs stratégiques. Ce décret, baptisé « décret Alstom »,, provoque de fortes réactions à l'étranger, notamment de la part de Vince Cable, ministre de l'Économie du Royaume-Uni, alors que Michel Barnier, commissaire européen chargé du Marché interne, le cautionne.
S'appuyant sur la promesse de campagne de François Hollande de renégocier le traité européen, Arnaud Montebourg regrette l'euro fort prôné par la Banque centrale européenne et souhaite, vainement, que celle-ci assouplisse sa politique monétaire et mène une relance de la croissance européenne.
Mais Arnaud Montebourg conteste la politique économique de François Hollande et Manuel Valls privilégiant une politique de l'offre et une réduction forte des déficits plutôt qu'un soutien à la croissance et aux ménages. En juin 2014, il désapprouve le remplacement d'Emmanuel Macron par Laurence Boone au poste de conseiller économie de François Hollande, estimant qu'il est désormais en situation de cohabitation avec le palais de l'Élysée. Le 25 août 2014, après ses déclarations contre la politique économique du couple exécutif prononcées à la Fête de la rose de Frangy-en-Bresse, le Premier ministre Manuel Valls remet la démission du gouvernement au président de la République. Regrettant les « reniements » de François Hollande, il déclare : « En votant pour les socialistes, les Français ne savaient pas qu’ils votaient pour le programme de la droite allemande ». Il conteste aussi la politique de son successeur concernant les entreprises, dénonçant notamment le conflit d'intérêts supposé au moment du soutien de l'État français au croisiériste italien MSC dans le dossier des chantiers navals de l'Atlantique, Alexis Kohler ayant des liens familiaux avec la famille actionnaire tout en étant au cabinet du ministre.

### Premières activités après le gouvernement

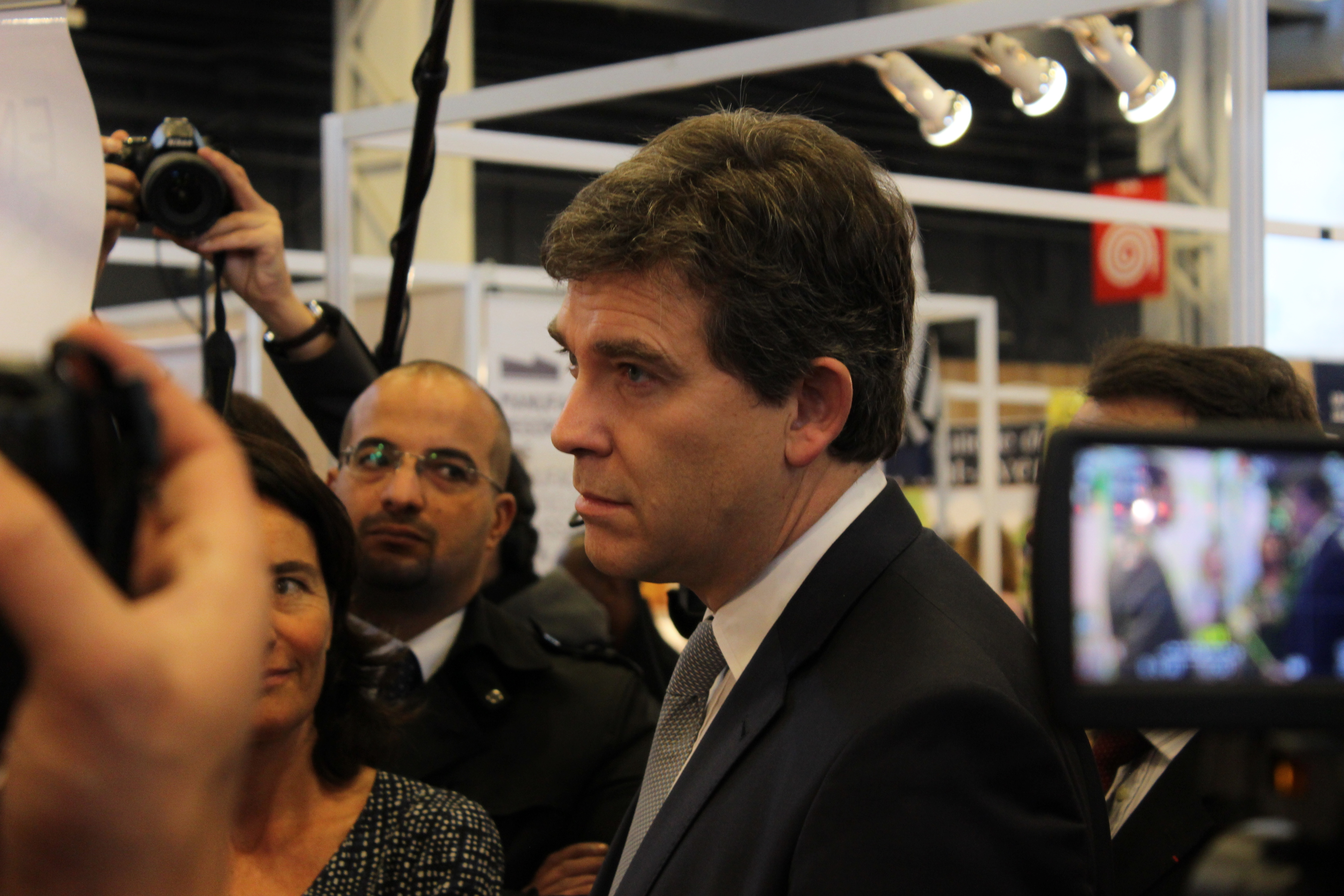
Arnaud Montebourg en 2013.

Fin octobre 2014, il s'inscrit dans une école de commerce, l'INSEAD, afin de suivre une formation courte (4 semaines) de management avancé pour laquelle il sollicite une bourse d'études. Le 30 décembre 2014, il annonce son retrait de la vie politique. Du 16 au 26 février 2015, il est professeur invité en économie à l'université de Princeton, aux États-Unis. Le 19 mars 2015, il est nommé vice-président du conseil de surveillance de la chaîne d’ameublement Habitat. Le 26 mars, la société Talan annonce qu'Arnaud Montebourg siégera à son comité d'orientation stratégique. Cette collaboration avec Habitat est suspendue en juillet 2016 à mesure qu'Arnaud Montebourg revient sur la scène politique française.
Pendant l'été 2015, il lance avec le député UDI Yves Jégo « Les assises du produire en France ».
En octobre 2015, il annonce son entrée au capital de New Wind, une start-up conceptrice d'éoliennes domestiques. Il injecte 56 000 euros au capital et devient président du conseil de surveillance. La société est mise en liquidation judiciaire en mars 2017. En 2017, il souhaite lancer une société de production et d'exploitation de miel. Après avoir investi dans le miel, les amandes et les crèmes glacées made in France, Arnaud Montebourg se lance dans le marché de l’art tricolore. Il préside de 2022 à 2023 la maison de ventes aux enchères Pierre Bergé & Associés, fondée en 2002 par l’homme d’affaires Pierre Bergé (1930-2017).

### Candidature à la primaire citoyenne de 2017
Le 16 mai 2016, Arnaud Montebourg exprime dans un discours prononcé au mont Beuvray, en Bourgogne, son souhait de bâtir un « grand projet alternatif pour la France ». Cette déclaration, qui en suit plusieurs autres, est interprétée dans les médias comme un premier pas vers une candidature à l'élection présidentielle de 2017.
Il fonde dans la foulée un micro-parti, Le projet France. Le 21 août 2016, il annonce officiellement sa candidature à l'élection présidentielle de 2017. Le 2 octobre, il confirme sa participation à la « Primaire citoyenne de 2017 », qui réunit principalement des candidats proches du Parti socialiste et pour laquelle il appelle les électeurs de droite à venir battre François Hollande. Initialement nommé à la tête de son comité de soutien, une polémique éclate avec l'humoriste Guy Bedos qui finalement refuse de présider ce comité tout en annonçant soutenir Montebourg,. Il chiffre son programme à 24,4 milliards d’euros par an, espérant ainsi relancer l’économie pour réduire le taux de chômage à 6,1 % en 2022, le déficit public à 2,5 % du PIB et la dette à 91,2 % du PIB, en tablant sur un taux de croissance moyen optimiste de 1,9 % sur 5 ans, quand il n'a été de 1,2 % en 2016.
Sa « première décision de président de la République » serait d'adopter une dégressivité de la CSG pour les faibles revenus procurant un gain maximal serait de 102 euros/mois au SMIC et s'éteignant après 1,5 SMIC. Cette mesure aurait un coût de 7,5 milliards d'euros et serait financée sur l'enveloppe du crédit d'impôt pour la compétitivité et l'emploi. Deux premières moutures de cette idée ont cependant été censurées en 2014 puis 2015 par le Conseil constitutionnel.
Il se retrouve finalement à la troisième place de cette primaire citoyenne, derrière Manuel Valls et Benoît Hamon, avec 17,52 % des suffrages. Il annonce alors son soutien à Benoît Hamon pour le second tour. Après la victoire de ce dernier, il est nommé haut représentant chargé des relations internationales dans le cadre de sa campagne présidentielle. Arnaud Montebourg ne révélera qu'en juin 2021 avoir voté pour Jean-Luc Mélenchon, malgré son rôle au sein de la campagne de Benoît Hamon, qui a échoué à l'élection présidentielle dès le premier tour, avec 6,36 % des suffrages exprimés, très loin des 19,58 % de Jean-Luc Mélenchon.

### Tentative de candidature à l'élection présidentielle de 2022

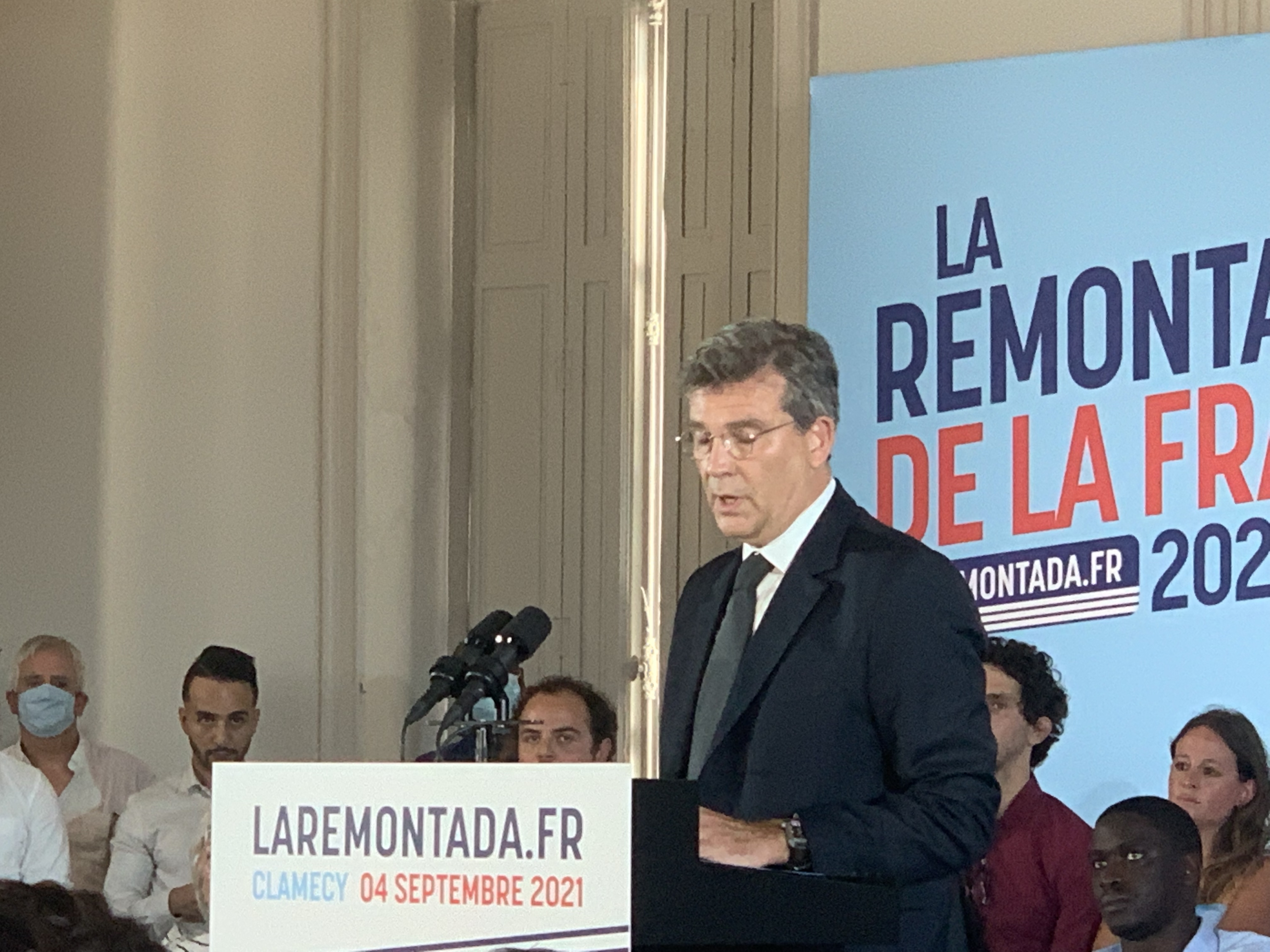
Arnaud Montebourg lors de l’annonce de sa candidature à l’élection présidentielle de 2022 (Hôtel de ville de Clamecy, 4 septembre 2021).

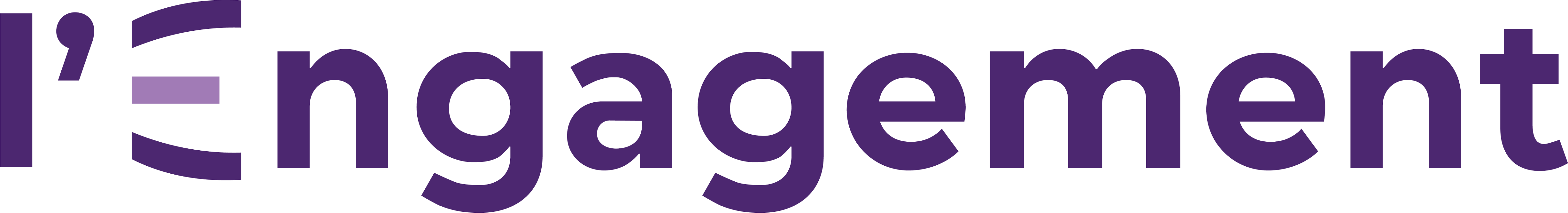
Logo de l'Engagement

Retiré de la vie politique depuis 2017, Arnaud Montebourg annonce le 4 septembre 2021 sa candidature à l’élection présidentielle de 2022 depuis sa ville natale de Clamecy (Nièvre), après plusieurs mois de spéculations dans les médias. Il se présente comme le candidat de la « remontada de la France » et fait part de son refus de participer à une primaire,. Les sondages le créditent de jusqu’à 5 % d’intentions de vote.
En vue de cette élection, il reçoit notamment le soutien du Mouvement républicain et citoyen (MRC), fondé par Jean-Pierre Chevènement, de la Gauche républicaine et socialiste (GRS) d’Emmanuel Maurel et Marie-Noëlle Lienemann, de l'ancienne ministre socialiste Laurence Rossignol, des sénateurs socialistes Mickaël Vallet et Jean-Claude Tissot, du démographe Emmanuel Todd, de l'économiste Gaël Giraud, ou encore d’anciens partisans de Jean-Luc Mélenchon comme Liêm Hoang-Ngoc et François Cocq,,.
Arnaud Montebourg affiche son souhait de dépasser le clivage gauche-droite, de défendre « la France des sous-préfectures », l’industrie nucléaire, une « France sans pétrole d’ici vingt ans » et reprend son idée d’instaurer une VIe République par référendum. Il se démarque de la gauche traditionnelle en prônant une « sévérité républicaine » contre la « submersion de territoires par la délinquance ». Le 7 décembre, il appelle à un projet et à une candidature d’union à gauche, estimant que « ce rassemblement est devenu urgent » alors que « l'extrême droite est aux portes du pouvoir » ; il déplore notamment le fait que la gauche se soit « repliée sur les centres-villes des métropoles, qui sont un réduit sociologique mais qui domine culturellement par le mépris le reste de la société ». Trois jours plus tard, il s’affiche sur les réseaux sociaux en train de téléphoner aux autres candidats de la gauche (Jean-Luc Mélenchon, Anne Hidalgo, Yannick Jadot, Fabien Roussel) et de tomber sur leur messagerie. Ces derniers opposent une fin de non-recevoir à son idée.
Arnaud Montebourg annonce le retrait de sa candidature le 19 janvier 2022. Alors qu’un ralliement à Christiane Taubira avait été évoqué dans la presse, il n’apporte son soutien à aucun candidat,. Arnaud Montebourg conclut son message en émettant le souhait que ses idées continuent à alimenter le débat public.

### Après l'élection présidentielle de 2022
Consacrant son temps à ses activités professionnelles, Arnaud Montebourg confirme son retrait de la vie politique.
En janvier 2023, il publie une nouvelle édition, en format poche, de son ouvrage L'Engagement, doté d'une postface dans laquelle il attire l'attention du lecteur sur l'inexorable ascension de l'extrême droite et sur les dangers imminents de son accession potentielle au pouvoir en 2027.
En 2023, il s'associe économiquement avec l'homme d'affaire proche de l'extrême droite Pierre-Édouard Stérin, et le soutient en 2024 pour sa reprise de l'hebdomadaire Marianne. Il affirme n'avoir « aucune affinité politique avec Pierre-Édouard Stérin »,.
En avril 2024, il est l'un des premiers signataires de « l’appel de 50 personnalités pour un référendum sur "le tour de vis fédéraliste" de l’Union européenne ».
Lors des élections européennes de 2024 en France, Arnaud Montebourg ne soutient publiquement aucune liste. Il déclare le 10 mai 2024 qu'il votera pour la liste du Parti communiste français.

## Prises de position

### Institutions
Arnaud Montebourg milite pour la rédaction d'une nouvelle Constitution au sein de l'association Convention pour la Sixième République (C6R), qu'il a fondée en 2001 avec notamment l'éditeur et politiste Guy Birenbaum. Le président de la République française aurait seulement des compétences d'arbitrage, les pouvoirs de décision revenant à un Premier ministre, mieux contrôlé par un Parlement aux pouvoirs renforcés. Avec le professeur de sciences politiques Bastien François, il publie en 2005 l’ouvrage La Constitution de la Sixième République : réconcilier les Français avec la démocratie, où il dit prendre acte de « l'attachement des Français à l'élection du chef de l'État au suffrage universel direct » et ne propose plus d'en faire « une sorte de reine d'Angleterre » mais un « arbitre […], un président à la finlandaise ».
Chef de file des députés socialistes lors des débats sur la révision constitutionnelle de 2008, il tente d’obtenir un compromis avec la droite afin de renforcer les prérogatives du Parlement. Son initiative n’est pas partagée par la direction du PS, qui craint que le président Nicolas Sarkozy ne bénéficie politiquement d’un accord bipartisan. Montebourg stoppe ses négociations lorsque le gouvernement annonce sa volonté d'inscrire dans la Constitution le principe de l'équilibre budgétaire. Déplorant le rejet des amendements de gauche, il estime par la suite que la réforme « entérine la monocratie »,.
Lors de sa candidature à la primaire présidentielle socialiste de 2017, il se prononce cette fois pour un chef de l’État élu pour un septennat non renouvelable, avec ses prérogatives actuelles dans le cadre de la Cinquième République mais avec des pouvoirs de nomination réduits.
En février 2020, il lance, avec le haut fonctionnaire Philippe Brun, l'École de l'Engagement, qui entend former des personnalités politiques et les « aider à briser le plafond de verre institutionnel qui aboutit à une uniformité néfaste de la vie politique française »,.

### Démondialisation
Il dénonce la « mondialisation » et ses conséquences sociales et écologiques : « [elle] a fabriqué des chômeurs au nord et augmenté le nombre de quasi-esclaves au sud, détruit les ressources naturelles partout, donné le pouvoir aux financiers et retiré aux peuples les moyens qu'ils avaient conquis de s'autodéterminer. » Selon lui, en fin de compte, « le monde a fait fausse route, la mondialisation est devenue sa déroute ».
Contre le capitalisme mondialisé, il préconise une politique protectionniste et défend l'idée d'un État fort, contrôlant la finance, capable de prendre des « mesures draconiennes et sévères vis-à-vis du système financier et bancaire ». Sur cette même ligne, il se présente comme défenseur du « made in France », thème qu'il choisit pour son livre La bataille du made in France. Il décrit plus tard cet enjeu comme étant une « cause nationale ». Il a en particulier mené une action de communication sur la marinière.
En mars 2020, au début de la pandémie de Covid-19 en France, il soutient que « la mondialisation est terminée ».

### Affaires étrangères
Il est favorable au retrait de la France du commandement intégré de l'OTAN.
En 2004, il se prononce pour l’adhésion de la Turquie à l'Union européenne. En 2013, il déclare : « Finalement, l'Union européenne ne bouge pas : elle est immobile, paralytique. Elle ne répond à aucune des aspirations populaires (en Europe), sur le terrain industriel, sur le terrain économique, sur le terrain budgétaire, et finalement, ça donne raison à tous les partis souverainistes, j'allais dire anti-européens, de l'UE ». Le 11 juillet 2019, il dit au Sénat : « Donc nous n'avons pas de process de décisionnaires européens, c'est une grande paralytique, l'Union européenne sur la question économique. Donc non, pas de protection, donc il faut revenir aux États ».

### Nucléaire
Arnaud Montebourg se dit favorable à la construction de nouvelles centrales nucléaires dans l'objectif de lutte contre le changement climatique. Il déclare : « le réinvestissement dans le nucléaire est inéluctable si on veut se débarrasser du pétrole. Cela passe par la construction de nouvelles centrales nucléaires ». En avril 2021, face à Éric Piolle, autour de la question « Le nucléaire est-il écologique ? », il refuse d’opposer énergie nucléaire et énergies renouvelables (éolien, solaire) en affirmant : « On aura besoin des deux pour sortir du pétrole ».
L’ancien ministre a annoncé le 27 septembre 2023, lancer un équipementier du nucléaire nommé Alfeor. La nouvelle entreprise va investir et rassembler des PME et TPE pour fournir des pièces servant à la construction et à l’entretien de centrales nucléaires.

## Détail des mandats et fonctions

### Au gouvernement
- 16 mai 2012 – 2 avril 2014 : ministre du Redressement productif.
- 2 avril 2014 – 25 août 2014 : ministre de l'Économie, du Redressement productif et du Numérique.

### À l’Assemblée nationale
- 12 juin 1997 – 16 juin 2012 : député de la sixième circonscription de Saône-et-Loire.

### Au niveau local
- 9 mars 2008 – 2 avril 2015 : conseiller général de Saône-et-Loire, élu dans le canton de Montret.
- 20 mars 2008 – 21 juin 2012 : président du conseil général de Saône-et-Loire.

### Au sein du PS
- 2003 – décembre 2012 : membre du bureau national et du conseil national du Parti socialiste.
- 6 décembre 2008 – décembre 2012 : secrétaire national du Parti socialiste, chargé de la rénovation.

## Distinctions
- 1992 : prix César-Campinchi[154].
- 1993 : prix Bâtonnier-Maurice-Allehaut[155] décerné par le barreau de Paris, pour l'éloge d'Edgar Faure[réf. souhaitée].
- 2000 : reçu comme « Alumnus » au sein de la French-American Foundation, élu en 2000 dans le cadre du programme Young Leader, fondation atlantiste[156][source insuffisante] ayant pour vocation de réunir les futurs principaux acteurs du monde politique, de la finance, de la presse et de l'industrie de manière informelle.

## Ouvrages
- 1998 : Les Tribunaux de commerce : une justice en faillite ? (rapport coécrit avec François Colcombet), Journal officiel, ouvrage numéro 407971038
- 2000 : La Machine à trahir : Rapport sur le délabrement de nos institutions (nouvelle édition en 2002), éditions Denoël
- 2000 : Principauté de Monaco et blanchiment : un territoire complaisant sous protection française (rapport coécrit avec Vincent Peillon)
- 2001 : Proposition de résolution tendant au renvoi de monsieur Jacques Chirac occupant les fonctions de président de la République, devant la Commission d'instruction de la Haute Cour de Justice, éditions Denoël
- 2001 : La Lutte contre le blanchiment des capitaux en Suisse : un combat de façade (rapport coécrit avec Vincent Peillon), éditions Les Arènes
- 2002 : La Lutte contre le blanchiment des capitaux en France : un combat à poursuivre (rapport coécrit avec Vincent Peillon)
- 2003 : Pour un nouveau Parti socialiste : Motion portée au vote des militants du PS au Congrès de Dijon, 16-17-18 mai 2003 (coécrit avec Vincent Peillon), éditions Denoël
- 2004 : Préface de Vive la République européenne ! de Stefan Collignon, édition de la Martinière
- 2004 : Au cœur de la gauche : Éléments pour un projet politique (coécrit avec Vincent Peillon et Benoît Hamon), Éditions Le Bord de l'eau
- 2005 : La Constitution de la 6e République : Réconcilier les Français avec la démocratie (coécrit avec Bastien François), Éditions Odile Jacob
- 2009 : Primaire : Comment sauver la gauche (coécrit avec Olivier Ferrand)
- 2010 : Des idées et des rêves, Éditions Flammarion
- 2011 : Votez pour la démondialisation ! : La République plus forte que la mondialisation, Éditions Flammarion, préface d'Emmanuel Todd
- 2012 : Antimanuel de politique, Éditions Bréal
- 2013 : Le Retour de l’État : De l'art de nationaliser en douceur, Éditions Flammarion
- 2013 : La Bataille du made in France, Éditions Flammarion
- 2016 : Le Retour de la France : Discours commenté de déclaration de candidature, Frangy-en-Bresse, éditions J'ai Lu, collection Librio idées, no 1217, inédit
- 2020 : L'Engagement, éditions Grasset
- 2021 : La Remontada, éditions du Cerf

### Film documentaire
- 2005 : Vivement la VIe République ! de Olivier Etcheverry

### Filmographie
- 2018 : Neuilly sa mère, sa mère ! : lui-même